# Arrows A20
Az Arrows A20 egy Formula–1-es versenyautó, amelyet az Arrows csapat tervezett és versenyeztetett az 1999-es Formula–1 világbajnokság során. Pilótái Pedro de la Rosa és Toranoszuke Takagi voltak.

## Áttekintés
De la Rosa érkezésével jött a csapathoz a Repsol mint szponzor (ennek ellenére a csapat Elf üzemanyagot használt), Toranoszuke pedig a megszűnt Tyrrell istállótól érkezett. Bár Mika Salo is a csapat versenyzője lett volna, végül hetekkel a szezon kezdete előtt megváltak tőle. Pedro Diniz elhagyta a csapatot mert megelégelte, hogy a pénzéért nem kap versenyképes autót. Tom Walkinshaw beperelte emiatt, de az ügyben csak jóval később született döntés, és akkor is az Arrowsnak kellett fizetnie.
A csapatnak nagy szüksége volt a pénzre, ugyanis a korábbi nagy szponzoraik, mint a Danka, távoztak a sikertelenség miatt. Az A20-as modell így lényegében az A19-es kismértékbe átalakított változata lett. John Barnard is távozott, ezért a tervezésért Mike Coughlan lett felelős. Motorok terén sem volt változás: a meghajtásért a Hart által tervezett, saját készítésű Arrows-motorok feleltek. Csakhogy már az előző idényben kiderült, hogy addigra a Formula–1-ben már lehetetlenség ilyen kis költségvetéssel jó erőforrást készíteni. Brian Hart vitába keveredett Tom Walkinshaw-val a tulajdonosi szerkezet kapcsán, és végül elhagyta a csapatot.
A szezon elején egy Malik Ado Ibrahim nevű nigériai herceg érkezett, aki 25 százalékos részesedést vásárolt a csapatban, és az általa népszerűsített T-Minus feliratok is megjelentek az autókon. Mint utóbb kiderült, pénzt nem fektetett a csapatba. A T-Minus az ő üzleti elképzelése volt arról, hogy különféle cégek és vállalkozások megveszik ennek a névnek a használati jogát és ez alatt hirdethetik a saját termékeiket. Malik azt is állította, hogy a Lamborghinivel megállapodott, ám ilyen üzletet sosem ütöttek nyélbe. Az Arrows dolgozói később arról beszéltek, hogy az egész T-Minus történet a herceg fejében létező álom volt csupán és hogy szponzori pénzeket végképp nem hozott magával. A csapat 50 százalékos tulajdonrészét ezzel egyidejűleg a Morgan Greenfell vette meg, ők adtak hosszú lejáratú, komoly kamatokkal terhelt kölcsönt az Arrowsnak, hogy egyáltalán működni tudjon.

## A szezon
Az idény katasztrofálisan sikerült a csapat számára. Az autók lassúak voltak és megbízhatatlanok, az Arrows jóformán egész idényben a Minardival harcolt a mezőny hátsó traktusaiban, úgy, hogy a Minardi az évad második felére már jobb volt náluk. A legjobb teljesítményüket a nyitóversenyen érték el Ausztráliában, ahol de la Rosa hatodik lett és szerzett egy pontot - a csapat az évi egyetlen pontját. Csak emiatt az egy pont miatt, és azért, mert az újonc BAR eredményei még náluk is gyalázatosabban voltak, kerülték el azt, hogy utolsók legyenek a bajnokságban. De la Rosa akként nyilatkozott, hogy maga az autó jól vezethető volt, és leginkább a motorral voltak gondok. Takagi esetében gondot okozott, hogy nem beszélt folyékonyan angolul, és a kommunikációs nehézségek miatt meg is váltak tőle. Őt Franciaországban azért zárták ki, mert tévedésből a csapattársa esőgumijait rakták fel neki.
A szezon végén az autót átépítették, hogy beleférjen az új Supertec-motor és egy új váltó. Többek között Mark Webber is vezethette.
Ez az autó képezte az Arrows AX3 háromüléses Formula–1-es autónak az alapját.

## Eredmények
| Év   | Csapat                | Motor       | Gumik | Pilóták            | 1   | 2   | 3   | 4   | 5   | 6   | 7   | 8   | 9   | 10  | 11  | 12  | 13  | 14  | 15  | 16  | Pontok | Helyezés |
| ---- | --------------------- | ----------- | ----- | ------------------ | --- | --- | --- | --- | --- | --- | --- | --- | --- | --- | --- | --- | --- | --- | --- | --- | ------ | -------- |
| 1999 | Repsol Arrows F1 Team | Arrows A20E | B     |                    | AUS | BRA | SMR | MON | ESP | CAN | FRA | GBR | AUT | GER | HUN | BEL | ITA | EUR | MAL | JPN | 1      | 9.       |
| 1999 | Repsol Arrows F1 Team | Arrows A20E | B     | Pedro de la Rosa   | 6   | KI  | KI  | KI  | 11  | KI  | 12  | KI  | KI  | KI  | 15  | KI  | KI  | KI  | KI  | 13  | 1      | 9.       |
| 1999 | Repsol Arrows F1 Team | Arrows A20E | B     | Takagi Toranoszuke | 7   | 8   | KI  | KI  | 12  | KI  | DSQ | 16  | KI  | KI  | KI  | KI  | KI  | KI  | KI  | KI  | 1      | 9.       |

## Forráshivatkozások
1. ↑  Arrows Takes Pedro Option. | F1 | Crash (angol nyelven). www.crash.net, 1999. december 16. (Hozzáférés: 2024. november 21.)
2. ↑  Salo replaces Schumacher (angol nyelven). The Irish Times. (Hozzáférés: 2024. november 21.)
3. ↑  Az Arrows-sztori (magyar nyelven). Napi F1 sztori, 2021. május 31. (Hozzáférés: 2024. november 21.)
4. ↑  Repsol And A20 Continue To Paint Picture For Arrow | F1 | Crash (angol nyelven). www.crash.net, 1999. február 13. (Hozzáférés: 2024. november 21.)
5. ↑  Hart. web.archive.org, 2018. november 20. (Hozzáférés: 2024. november 21.)
6. ↑  The Mysterious Nigerian Prince Who Scammed His Way Into Owning an F1 Team (amerikai angol nyelven). VICE, 2017. március 27. (Hozzáférés: 2024. november 21.)
7. ↑  F1 Rejects - Risky Business: The TWR Arrows Years 1996-2002. web.archive.org, 2014. május 17. (Hozzáférés: 2024. november 21.)
8. ↑  Cassy, John. „Consortium races for control of Arrows team”, The Guardian, 1999. december 27. (Hozzáférés: 2024. november 21.) (brit angol nyelvű)
9. ↑  Toranosuke Takagi • Career & Character Info | Motorsport Database (brit angol nyelven). Motorsport Database - Motor Sport Magazine. (Hozzáférés: 2024. november 21.)
10. ↑  HASSALL, GoAutoMedia-DAVID: Webber hopes to test again (angol nyelven). GoAuto. (Hozzáférés: 2024. november 21.)
11. ↑  Scare the Bejesus Out of Your Friends With This Three-Seat F1 Car (amerikai angol nyelven). Road & Track, 2018. július 2. (Hozzáférés: 2024. november 21.)